# Grete Kletke
Margarete „Grete“ Kletke, geborene Waßmann (* 6. Juni 1892 in Eschwege; † 24. Dezember 1987 in Aachen), war eine hessische Politikerin (FDP) und Abgeordnete des Hessischen Landtags.

## Ausbildung und Beruf
Grete Kletke besuchte nach der höheren Schule die Handelsschule und arbeitete beim Wohlfahrts- und Arbeitsamt Eschwege. Später besuchte sie die Hochschule für Politik und wurde Berufsberaterin in Jena. Danach arbeitete sie als Hausfrau.

## Politik
Grete Kletke war vom 1. Dezember 1950 bis zum 30. November 1962 Mitglied des Hessischen Landtags und war dort vom 11. Dezember 1958 bis 1. Dezember 1962 Vizepräsidentin. 1954 war sie Mitglied der 2. Bundesversammlung. Nach Grete Kletke ist die Margarete-Kletke-Straße in Eschwege benannt. 1950 wurde sie als Nachfolgerin von Erika Menne Vorsitzende des Frauenausschusses der FDP Hessen.